# Oropetium thomaeum
Oropetium thomaeum là một loài thực vật có hoa trong họ Hòa thảo. Loài này được (L.f.) Trin. mô tả khoa học đầu tiên năm 1820.